# Androni Giocattoli-Serramenti PVC Diquigiovanni/Saison 2010
Dieser Artikel listet Erfolge und Mannschaft des Radsportteams Androni Giocattoli-Serramenti PVC Diquigiovanni in der Saison 2010 auf.

## Saison 2010

### Erfolge beim UCI World Calendar
Bei den Rennen im Jahr 2010 gelangen dem Team nachstehende Erfolge.
| Datum    | Rennen                      | Kat. | Fahrer           |
| -------- | --------------------------- | ---- | ---------------- |
| 13. März | 4. Etappe Tirreno-Adriatico | HIS  | Michele Scarponi |
| 28. Mai  | 19. Etappe Giro d’Italia    | HIS  | Michele Scarponi |

### Erfolge in den Continental Circuits
In den Rennen des UCI Continental Circuits im Jahr 2010 gelangen dem Team nachstehende Erfolge.
| Datum               | Rennen                                      | Kat. | Fahrer               |
| ------------------- | ------------------------------------------- | ---- | -------------------- |
| 20. Januar          | 3. Etappe Tour de San Luis                  | 2.1  | Alberto Loddo        |
| 22. Januar          | 5. Etappe Tour de San Luis                  | 2.1  | Jackson Rodríguez    |
| 23. Januar          | 6. Etappe Tour de San Luis                  | 2.1  | Luis Ángel Maté      |
| 24. Januar          | 7. Etappe Tour de San Luis                  | 2.1  | Alberto Loddo        |
| 20. Februar         | Trofeo Laigueglia                           | 1.1  | Francesco Ginanni    |
| 27. Februar         | 5. Etappe Giro di Sardegna                  | 2.1  | Alberto Loddo        |
| 24. März            | 2. Etappe Settimana Internazionale          | 2.1  | José Serpa           |
| 31. März            | Prolog Settimana Ciclistica Lombarda        | 2.1  | Michele Scarponi     |
| 4. April            | 4. Etappe Settimana Ciclistica Lombarda     | 2.1  | José Serpa           |
| 31. März – 5. April | Gesamtwertung Settimana Ciclistica Lombarda | 2.1  | Michele Scarponi     |
| 22. April           | 3. Etappe Giro del Trentino                 | 2.1  | Alessandro Bertolini |
| 23. Juni            | Schweizer Meisterschaft – Einzelzeitfahren  | NC   | Rubens Bertogliati   |
| 6. Juli             | 3. Etappe Österreich-Rundfahrt              | 2.HC | Leonardo Bertagnolli |

### Zugänge – Abgänge
| Zugänge                          | Team 2009                | Abgänge                     | Team 2010                    |
| -------------------------------- | ------------------------ | --------------------------- | ---------------------------- |
| Fabrice Piemontesi               | Fuji-Servetto            | Gilberto Simoni             | Lampre-Farnese Vini          |
| Cameron Wurf                     | Fuji-Servetto            | Luca Celli                  | Ceramica Flaminia            |
| Massimo Giunti                   | Miche-Silver Cross       | Manuel Belletti             | Colnago-CSF Inox             |
| Luca Solari                      | PVC Diquigiovanni (2008) | Mattia Gavazzi              | Colnago-CSF Inox             |
| Damiano Margutti                 | Neoprofi                 | Raffaele Illiano            | Aktio Group Mostostal Puławy |
| Alessandro De Marchi (ab 01.09.) | Neoprofi                 | Francesco De Bonis          | Dopingverfahren              |
|                                  |                          | Davide Rebellin             | Dopingverfahren              |
|                                  |                          | Leonardo Moser              | Unbekannt                    |
|                                  |                          | Nazareno Rossi              | Unbekannt                    |
|                                  |                          | Massimo Giunti (bis 31.08.) | Dopingverfahren              |

### Mannschaft
| Name                 | Geburtstag         | Nationalität |
| Leonardo Bertagnolli | 8. Januar 1978     | Italien      |
| Rubens Bertogliati   | 9. Mai 1979        | Schweiz      |
| Alessandro Bertolini | 27. Juli 1971      | Italien      |
| Thomas Bertolini     | 10. Juli 1988      | Italien      |
| Alessandro De Marchi | 19. Mai 1986       | Italien      |
| Francesco Ginanni    | 6. Oktober 1985    | Italien      |
| Alberto Loddo        | 5. Januar 1979     | Italien      |
| Damiano Margutti     | 7. März 1986       | Italien      |
| Luis Ángel Maté      | 23. März 1984      | Spanien      |
| Carlos Ochoa         | 14. Dezember 1980  | Venezuela    |
| Fabrice Piemontesi   | 16. August 1983    | Italien      |
| Jackson Rodríguez    | 25. Februar 1985   | Venezuela    |
| Michele Scarponi     | 25. September 1979 | Italien      |
| José Serpa           | 17. April 1979     | Kolumbien    |
| Luca Solari          | 2. Oktober 1979    | Italien      |
| Fabio Taborre        | 5. Juni 1985       | Italien      |
| Cameron Wurf         | 3. August 1983     | Australien   |